# Rathaus Günzburg

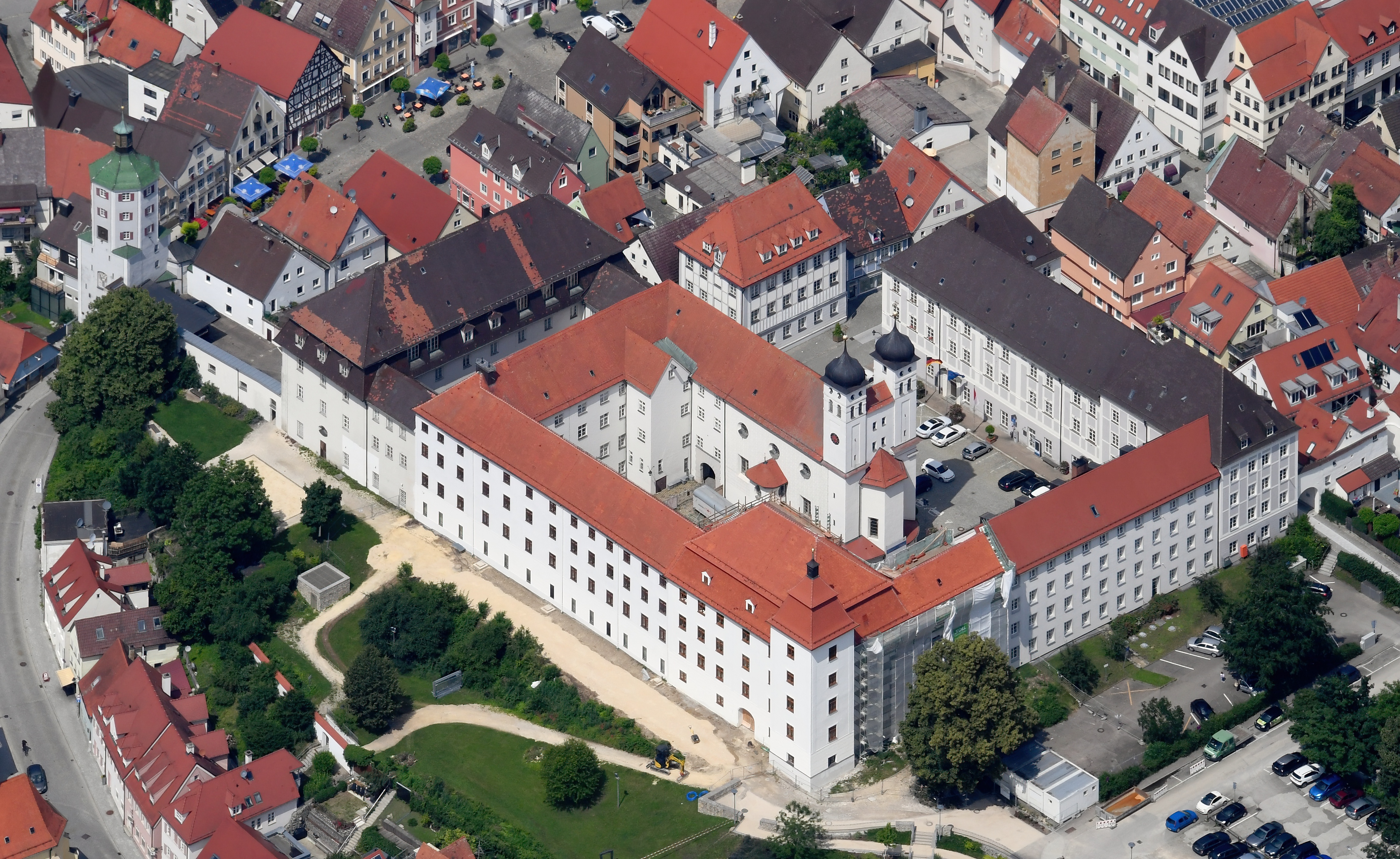
Luftbild von Rathaus und Markgrafenschlosses Günzburg (Ansicht von Süden)

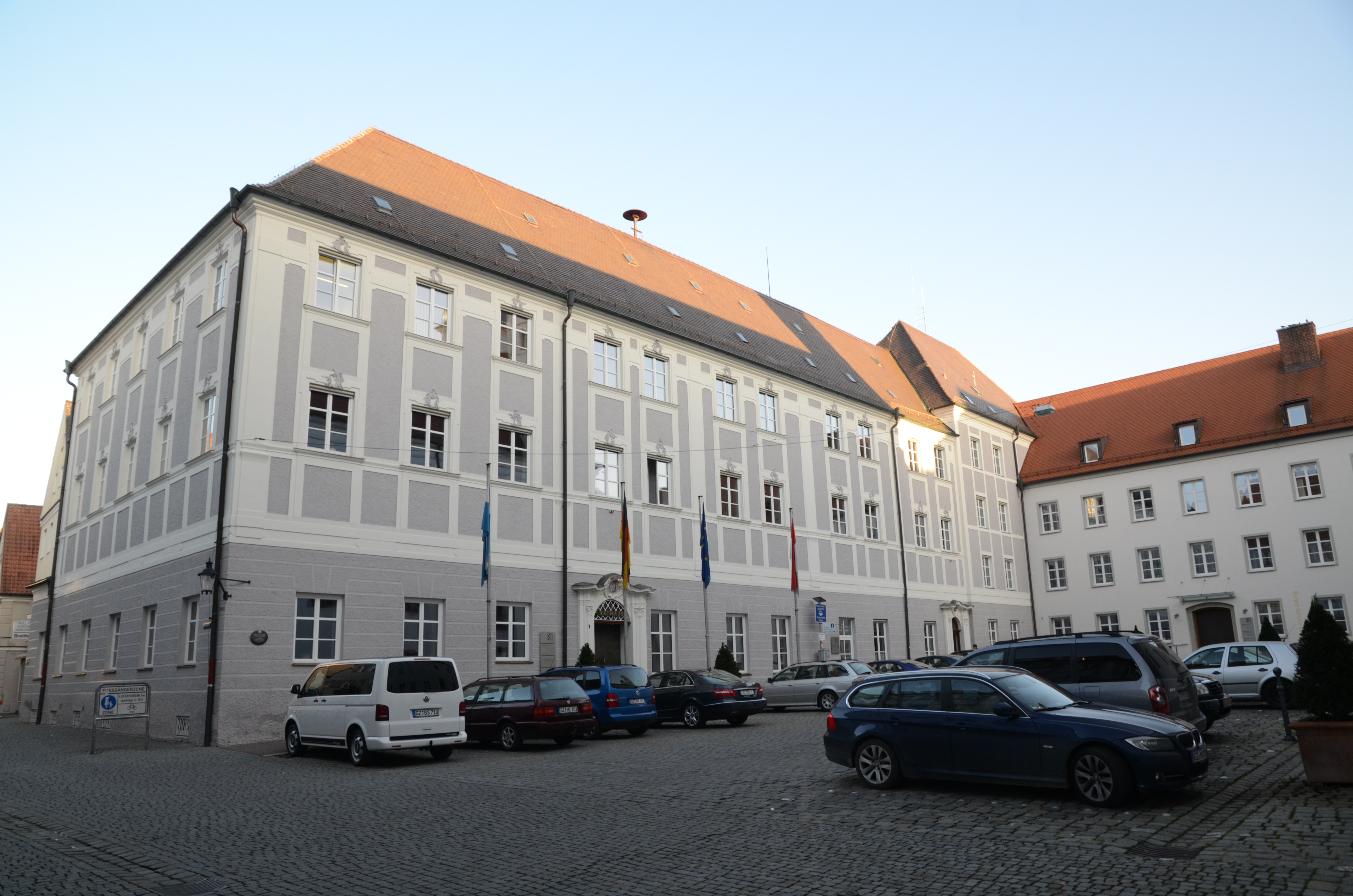
Ansicht des Rathauses am Schlossplatz 1

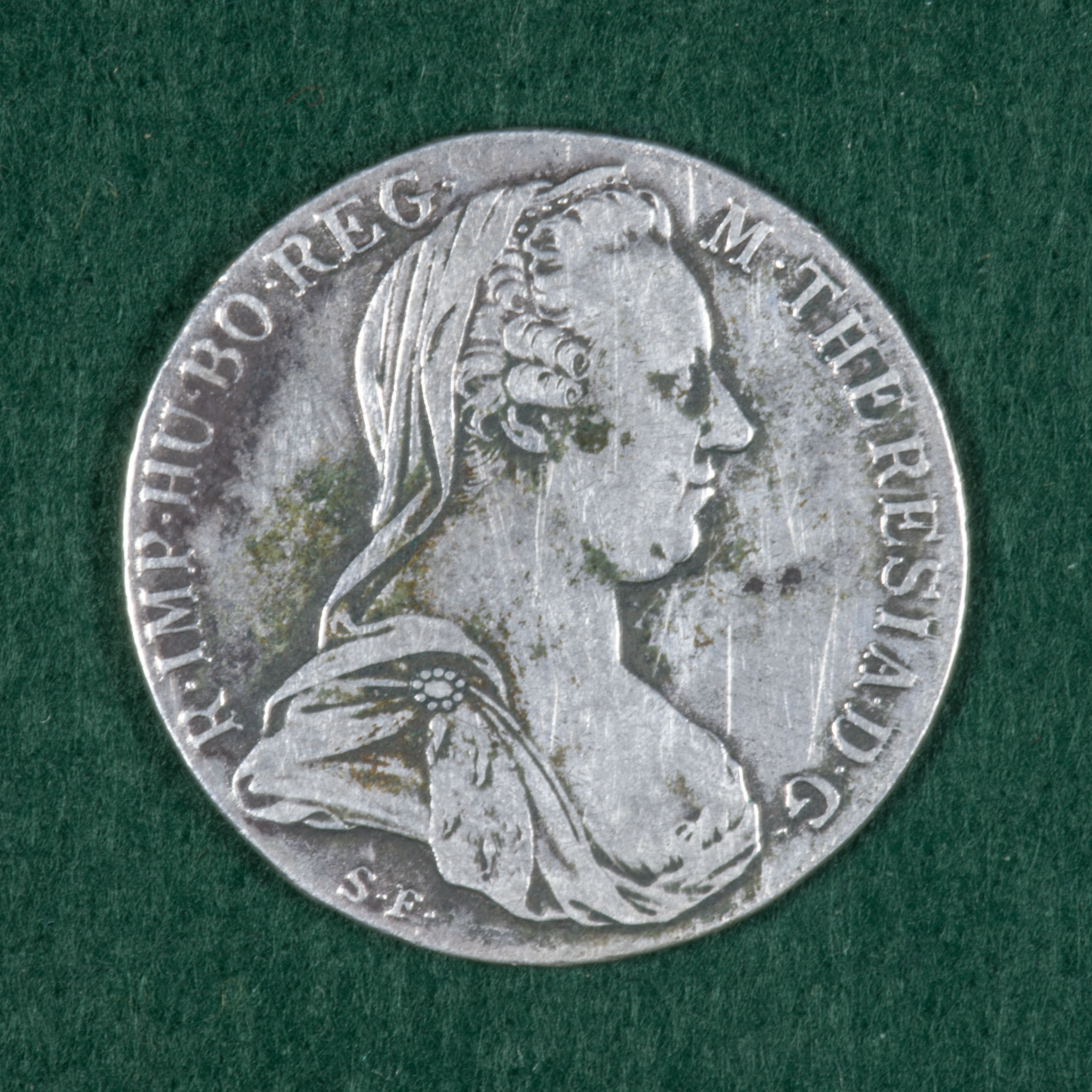
Maria-Theresien-Taler mit Initialen der Günzburger Münzmeister Schöbl und Faby

Das Rathaus Günzburg bildet zusammen mit dem Markgrafenschloss Günzburg und der ehemaligen Hofkirche Ss. Trinitatis einen monumentalen Schwerpunkt im Stadtgefüge der bayerischen Stadt Günzburg. Das heutige Rathaus war bis 1805 Sitz der Vorderösterreichischen Münze, einer von 1764 bis 1767 errichteten kaiserlichen Münzprägeanstalt.

## Geschichte
1301 kam die Stadt Günzburg nach Aussterben der Grafen von Berg – eines mit den Staufern verschwägerten Uradelsgeschlechts, welchem um 1215 der Markgrafentitel verliehen wurde – als „erledigtes Reichslehen“ in den Besitz des Hauses Österreich/Habsburg, welches Günzburg zum Hauptort der Markgrafschaft Burgau ausbaute. Von 1609 bis 1618 wurde die Stadt Residenz des Markgrafen Karl von Burgau, Sohns Ferdinands II. in Tirol und Statthalters von Oberösterreich. Karl und seine Frau Sybille hatten keine Kinder, so dass Günzburg zurück an die habsburgische Hauptlinie fiel. 1703 bei einem Brand schwer beschädigt, erfolgte der barocke Wiederaufbau des Schlosses durch den Baumeister Valerian Brenner.
1769/70 wurde das Schloss durch Joseph Dossenberger den Jüngeren erneuert, ein ab 1763 an den Südflügel des Schlosses angefügter Trakt mit Walmdach bildete die durch Maria Theresia gegründete neue kaiserliche Münze. Münzmeister in Günzburg waren Tobias Johann von Schöbel bis 1789 und als sein Nachfolger Joseph Faby bis 1805. Sie schufen die Stempel für den Maria-Theresien-Taler von 1780. Die bis heute in Wien geprägten Maria-Theresien-Taler tragen noch immer die Initialen der Günzburger Münzmeister Schöbl und Faby, „SF“.
Am 18. Mai 1803 wurde Günzburg Landeshauptstadt von Vorderösterreich, welches nach dem Reichsdeputationshauptschluss weite Gebiete des alten Herzogtums Schwaben umfasste. Nach dem Frieden von Pressburg wurde die Stadt 1806 bayerisch und verlor den Status einer österreichischen Landeshauptstadt. Aus der ursprünglich repräsentativen Schlossanlage wurde ein Behördensitz, die Münze Sitz des Rathauses der Stadt. Massive Umbaumaßnahmen im 19. Jahrhundert sind der Anpassung an die Behördennutzung geschuldet. Nach der Zerstörung durch Bombenangriffe 1945 erfolgte ein schlichterer Wiederaufbau der gesamten Anlage.
Das Gebäude wird bis heute als Rathaus der Stadt Günzburg genutzt.

## Eintrag in der Denkmalliste
Nachfolgend ist das Gebäude in der Denkmalliste Bayern beschrieben:
| Lage                     | Objekt                                             | Beschreibung | Akten-Nr.               | Bild                                               |
| ------------------------ | -------------------------------------------------- | --- | ----------------------- | -------------------------------------------------- |
| Schloßplatz 1 (Standort) | Ehemals vorderösterreichische Münze, jetzt Rathaus | dreigeschossiger, langgestreckter, an den Südflügel des Schlosses angefügter Trakt mit Walmdach, von Joseph Dossenberger, 1763–67, südlicher, viergeschossiger Teil nach 1945; mit Ausstattung | D-7-74-135-142 Wikidata | Ehemals vorderösterreichische Münze, jetzt Rathaus |